# 萩原亜紀
萩原 亜紀（はぎわら あき、1969年6月9日 - ）は、日本のAV女優。POPSTARグループ所属。

## 略歴
- 2006年 - AVデビュー。熟女系の企画女優。

## 作品
2006年
- 初撮り人妻ドキュメント 萩原亜紀】（9月14日、センタービレッジ）大西豊監督
- セレブ中出し 萩原亜紀】（9月15日、BB）
- 中出し本番 熟れ頃奥様はいかがですか】（10月27日、Nadeshiko)
- 熟れ濡れ奥さまはスゴ淫です 6（10月28日、クリスタル映像）ジャンク佐藤監督、他出演:西村雪代、一ノ瀬奈未、酒井めぐみ、谷本舞子、河合伊織
- 淫熟レズ汁（11月5日、ジャネス）共演:高波梨紗
- 私は痴女 人妻編 奥さん!ヤメテまたでちゃう（11月11日、クリスタル映像）大熊金太郎監督、他出演:REINA、神崎美樹、山野萌香、山野美華、木内麻里
- 熟年妻の性 〜蘇ったセックスライフ〜 篠崎さとみ（11月25日、マドンナ）共演:篠崎さとみ、南原香織
- 本格レズ 増殖する屈曲愛 オフィスで求めあう女たち（12月8日、東京音光）他出演:大越はるか、桜井かりん
- 連続196回!悶絶3人強制オーガズム（12月20日、LOTUS）他出演:椎名りく、前田姫々、萩原亜紀

2007年
- 私を嫉妬させてください… 愛妻ダッチワイフ（3月25日、ながえSTYLE）他出演:飯田さやか
- 射精後も責め続ける女 1（4月5日、ジャネス）他出演:友田真希、春咲さくら、友崎亜希、五十嵐圭
- 熟女にセンズリ見せつけ/調教/エロレッスンしちゃいました。（5月5日、ジャネス）他出演:堀越香奈、千野麗香 他1名
- エロマダムの競泳水着レズ 1（5月10日、AVS)）共演:山口真理
- 大人の女 アナルレズ（5月17日、ヒビノ）共演:大越はるか、安藤なつ妃
- 女にセンズリ見せつけ相互オナニー鑑賞会（6月19日、スタイルアート）共演:千野麗香、多々野昌稀、堀越香奈
- 集団まんぐり痴熟女ヨガ教室（6月20日、ネクストイレブン)共演:宝来みずほ、黒木小夜子、今井ゆり
- ど淫乱熟女が逆ナンパして逆レイプ!! 第二章（6月20日、ネクストイレブン）共演:黒木小夜子、今井ゆり
- 熟女羞恥旅行 NO.4（7月15日、ジャネス）
- 人妻強制露出マニアックス（8月31日、メディアバンク）他出演:飯田さやか
- アナルローションレズビアン（9月1日、AVS）共演:小峰由衣
- 特選! 熟女カーニバル（10月13日、BRAVO）他出演:若林ひかる、野宮凛子、浅田由美、日高ゆりあ
- レズ レイプ 2 〜女子校生が熟女を犯す〜（11月5日、ジャネス）共演:松坂るい
- 西●布発!!人妻出張マッサージ!!（11月15日、ジャネス）共演:高倉梨奈
- どスケベ熟女筆下ろし 逆ナンパ強制中出し編（11月20日、ネクストイレブン）共演:天霧真世、菅原朱実
- オナホール訪問販売員のおばさん（11月20日、ネクストイレブン）他出演:野宮凛子、天霧真世、松本幸子、菅原朱実
- お義母さんに中出ししたい!! 近親熟女 1（11月25日、ジャネス）共演:松坂るい
- 行列のできる!! 集団痴熟女ラーメン店（12月20日、ネクストイレブン）共演:野宮凛子、松本幸子、天霧真世、菅原朱実

2008年
- 働くおばちゃんの淫らな労働汁（8月15日、ネクストイレブン）他出演:阿部紀子、天霧真世、大下さゆり、大塚珠季、桜井咲子、芹沢あすか、菅原朱実

2009年
- 艶妻不倫ノ湯17（3月6日、ゴーゴーズ）